# За что тебя люблю
«За что тебя люблю» (другое название «Всё лучшее в тебе») (англ. What I Like About You) — американский сериал, вышедший на экраны в 2002 году. В России транслировался с 11 января 2011 года на телеканале MTV.

## Сюжет
Когда отец уезжает работать в Японию, озорная Холли остаётся жить со своей более консервативной старшей сестрой Валери в Нью-Йорке. Прямо тогда, когда Валери считает, что всё под её контролем, желание младшей быть частью её «взрослой и крутой» жизни, а также её привычка влипать в неприятности, полностью переворачивает аккуратно упорядоченную жизнь Валери. Как можно ожидать от двух девушек, романтические отношения играют большую роль в сериале, особенно в поздних сезонах. Сначала Валери занимается работой в сфере рекламы, а потом открывает собственную пекарню. Холли же на протяжении всего сериала работает на различных работах на неполную ставку.

## В ролях
- Аманда Байнс — Холли Тайлер
- Дженни Гарт — Валери Тайлер
- Саймон Рекс — Джефф
- Уэсли Джонатан — Гэри
- Лесли Гроссман — Лорен
- Майкл МакМиллиан — Генри Гибсон
- Ник Зано — Винс
- Эллисон Манн — Тина
- Дэн Кортес — Вик
- Дэвид Дэ Лотур — Бен
- Стивен Данхэм — Питер

## Приглашённые звёзды
- Тони Хоук
- JC Чейз (из N'Sync)
- Эбигейл Бреслин
- Пенн Бэджли
- Ян Зиринг
- Люк Перри
- Джейсон Пристли
- Брайс Джонсон
- Джесси МакКартни
- Меган Фокс
- Стивен Данам

## Режиссёры
- Джерри Коэн
- Ричард Коррелл
- Гари Хэлворсон
- Питер Марк Джейкобсон
- Фред Сэвидж и др.